# Леонард Катлер Сенфорд
Леонард Катлер Сенфорд (Leonard Cutler Sanford;19 вересня 1868 — 7 грудня 1950) — американський хірург та орнітолог, який майже тридцять років служив опікуном Американського музею природознавства та сприяв створенню його колекцій птахів.

## Біографія
Сенфорд народився 1868 року в Нью-Гейвені, штат Коннектикут. Він закінчив Єльський університет і зробив успішну кар'єру хірурга. Проте основним його інтересом протягом усього життя була орнітологія. У 1902 році він став членом Американської спілки орнітологів, а в 1919 році — асоційованим членом.
Хоча Сенфорд був обраний опікуном Американського музею природознавства в лютому 1921 року, його зв'язок з установою почалася набагато раніше. Крім того, що він придбав багато зразків рідкісних і вимерлих видів для колекції музею, він ініціював велику експедицію до Південної Америки, переконавши філантропа Фредерика Ф. Брюстера з Нью-Гейвена профінансувати її. Експедиція Брюстера-Сенфорда, очолювана Ролло Беком, проходила з 1912 по 1917 рік і дала велику кількість зразків, що послужило основою для досліджень, в результаті яких було опубліковано двотомник Роберта Кушмана Мерфі «Океанічні птахи Південної Америки».
Сенфорд також відіграв важливу роль у встановленні довгострокових відносин між філантропом Гаррі Пейном Вітні та музеєм. Згодом Вітні спонсорувала велику експедицію Вітні в Південні моря, яка тривала з 1921 по 1932 рік, створюючи біологічні та антропологічні колекції з Мікронезії, Полінезії та Меланезії. Навіть після смерті Вітні в 1930 році Сенфорд переконав вдову Гертруду Вандербільт Вітні і їхніх дітей придбати для музею величезну колекцію птахів, приблизно 280 000 екземплярів з приватного музею лорда Ротшильда в Англії . Він також ініціював експедицію Блоссом, яка проходила з 1923 по 1926 роки і отримала зразки з Африки, Південної Америки та Південної Атлантики для колекції Клівлендського музею природної історії. Оскільки експедиція Американського музею в Південному морі була подібною за призначенням, музеї погодилися обмінятися матеріалами обох експедицій, щоб поповнити колекції обох музеїв.
Сенфорд помер у 1950 році у своєму зимовому будинку у Флориді .
На його честь названо види птахів орлан соломонський (Haliaeetus sanfordi) та Archboldia sanfordi, і бурого лемура Eulemur sanfordi . Також на його честь названо різновид ящірок Emoia sanfordi.

## Публікації
- Sanford, L.C.; Bishop, L.B.; Van Dyke, T.S. (1903). The Water-Fowl Family. American Sportsman's Library. Macmillan.